# Bilsdale Midcable
Bilsdale Midcable est une paroisse civile du Yorkshire du Nord, en Angleterre.